# Vanádium
A vanádium a periódusos rendszer 23-as rendszámú eleme. Vegyjele V, nyelvújításkori neve szineny. A d mező eleme, az átmenetifémek közé tartozik. Ezüstfehér színű, igen kemény fém. Olvadáspontja nagyon magas, 1910 °C. Tércentrált köbös rácsot alkot. A tiszta vanádium nyújtható, de már kevés szén-, nitrogén- vagy hidrogénszennyezés hatására keménnyé, rideggé válik. Az elektromos áramot közepesen vezeti.
Neve mitológiai eredetű: Vanadis Freya germán szépségistennõ beceneve volt. A fémet azért nevezte így el a svéd Sefström és Berzelius, mert vegyületei módfelett változatos színűek.

## Kémiai tulajdonságai

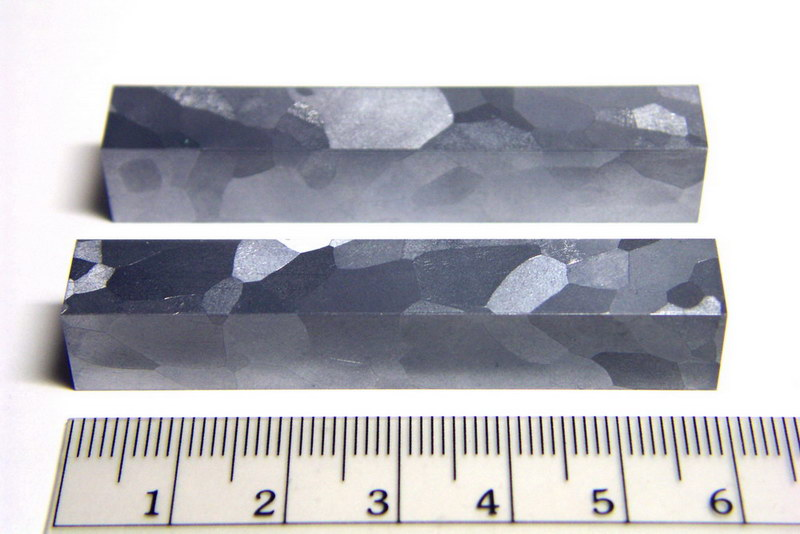
Vanádiumrudak

A vanádiumvegyületekben a vanádium legjellemzőbb oxidációs száma +5, de léteznek +2, +3, +4 oxidációs számú vanádiumot tartalmazó vegyületek is. Már szobahőmérsékleten reakcióba lép klórral és brómmal. Jóddal csak magasabb hőmérsékleten reagál. A keletkező vanádium-halogenidek kovalens vegyületek, csak az alacsonyabb oxidációs számú vanádiumot tartalmazó vegyületeknek (például VCl2) van némi ionos jellege. Szobahőmérsékleten a levegőn nem változik, de hevítve vanádium-pentoxiddá (V2O5) oxidálódik. Nitrid képződése közben reagál magasabb hőmérsékleten nitrogénnel. Karbiddá alakul szén, sziliciddé szilícium hatására. Szénnel és nitrogénnel csak 1250 K (körülbelül 977 °C) fölött reagál. Híg savakban alacsonyabb hőmérsékleten nem oldják fel, de tömény oxidáló savakban magas hőmérsékleten feloldódik. Feloldja a királyvíz is. Vízzel és lúgokkal nem lép reakcióba, az alkálifémek hidroxidjainak olvadéka azonban megtámadja. Hidrogént fejleszt a vízből a vörös izzás hőmérsékletén.

## Előfordulása
A vanádium a természetben elemi állapotban nem található meg. Több önálló ásványa létezik, például vanadinit, carnotit, roszkoelit. Előfordul más ásványokban is kísérőelemként, például a bauxitban, kőolajban. Nem tartozik a ritka elemek közé, a 24. leggyakoribb elem a Földön.
Egyes növények és gombák is képesek felhalmozni, például a légyölő galóca akár 0,04% vanádiumot is képes felhalmozni. A közeljövőben a bio- és mikrobiális bányászat szempontjából ez nagyon jelentős és fontos.

## Előállítása
A vanádiumot vanádium-pentoxidból állítják elő. A vegyület porát levegőtől elzártan kalcium-klorid jelenlétében kalciumreszelékkel hevítve redukálják. A vanádiumot kilúgozással vonják ki, majd a kilúgozott vanádiumot sósavval kezelik.
{\displaystyle \mathrm {V_{2}O_{5}+5\ Ca\rightarrow 2\ V+5\ CaO} }
Tiszta vanádium állítható elő van Arkel-de Boer-eljárással vagy aluminotermiás úton.
Gyakran nem a tiszta vanádiumot, hanem a vassal alkotott ötvözetét, a ferrovanádiumot állítják elő.

## Felhasználása
A vanádium ipari jelentősége nagy. Főként acélötvözetek készítésére használják (szerszámacélok). Nagyon kis mennyiségben (0,1–0,3%-ban) az acélhoz ötvözve is jelentősen növeli annak szilárdságát, szívósságát és ütésekkel szembeni ellenálló-képességét. Ez leginkább magas (900-950 °C körüli) hőmérsékleten szembetűnő.
A vanádium oxidjait ultraibolya sugárzás ellen védő üvegek készítésére használják, mert a fém oxidjai elnyelik ezeket a sugarakat. Egyes vanádiumvegyületeket, főként a vanádium-pentoxidot katalizátornak alkalmazzák a kén-trioxid előállításakor és egyes szerves kémiai reakciókban. Vanádiumtartalmú vegyesoxid-katalizátorokat használnak az akrilsav előállításánál. 

## Galéria

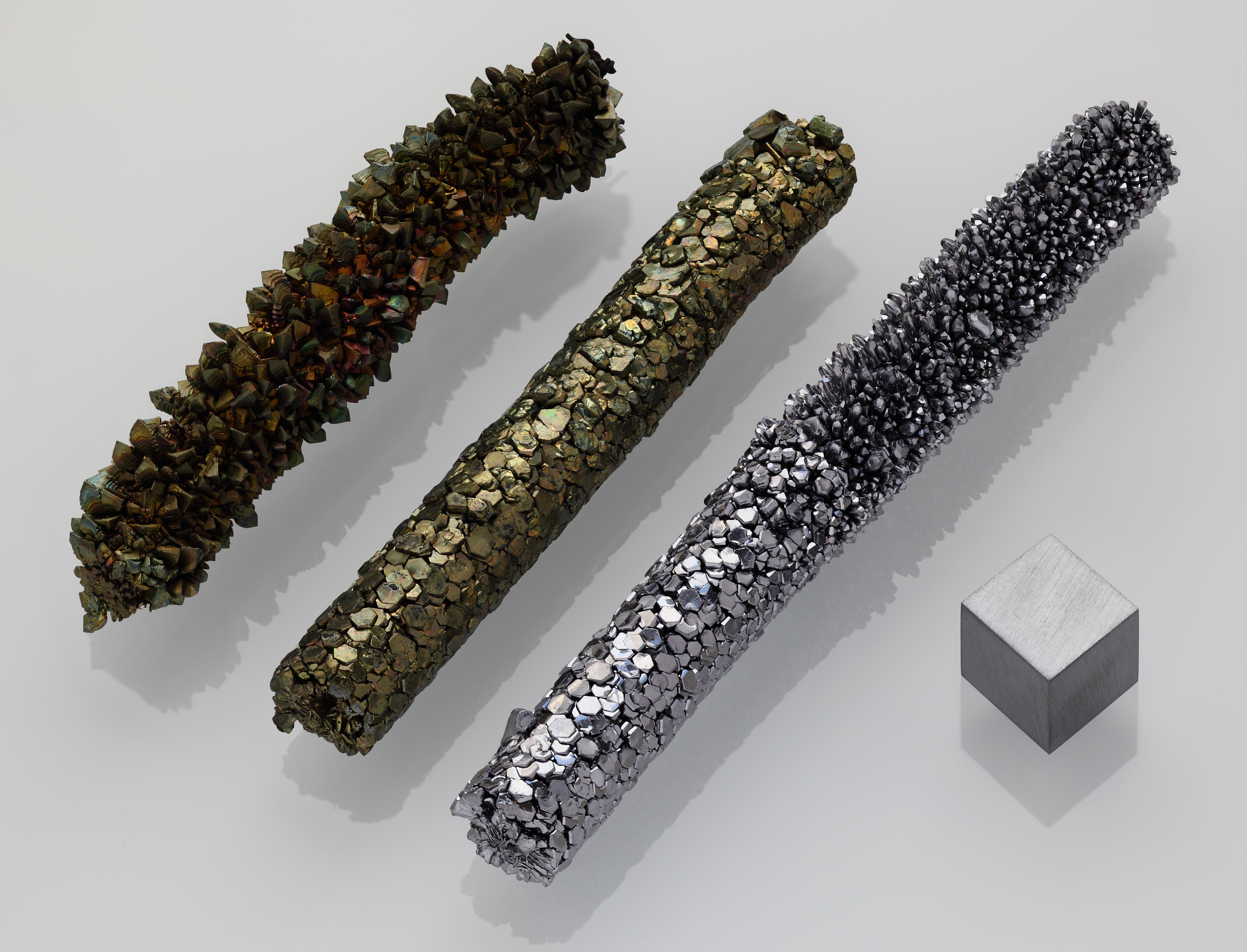
Különböző megjelenésű vanádiumrudak